# Petermann Bjerg
Petermann Bjerg är en nunatak i Grönland (Kungariket Danmark). Den ligger  på den östra sidan av Grönland innanför Kejser Franz Joseph fjord. Toppen på Petermann Bjerg är 2 943 meter över havet.
Terrängen runt Petermann Bjerg är kuperad norrut, men söderut är den bergig. Petermann Bjerg är den högsta punkten i trakten. Trakten runt Petermann Bjerg är nära nog obefolkad, med mindre än två invånare per kvadratkilometer. Det finns inga samhällen i närheten. Trakten runt Petermann Bjerg är permanent täckt av is och snö.